# Antigua i Barbuda na Letnich Igrzyskach Olimpijskich 1988
Antiguę i Barbudę na Letnich Igrzyskach Olimpijskich 1988 reprezentowało 15 zawodników, 12 mężczyzn i 3 kobiety.

## Boks
Mężczyźni
- Lionel Francis
  - waga kogucia – 33. miejsce

- Daryl Joseph
  - waga półśrednia – 17. miejsce

## Kolarstwo
Mężczyźni
- Ira Fabian
  - Sprint – 25. miejsce

- Neil Lloyd
  - Jazda na punkty – 30. miejsce
  - 1000 m na czas – nie ukończył

## Lekkoatletyka
Mężczyźni
- St. Clair Soleyne
  - Bieg na 100 m – odpadł w eliminacjach

- Howard Lindsay
  - Bieg na 200 m – odpadł w eliminacjach

- Alfred Browne
  - Bieg na 400 m – odpadł w eliminacjach

- Dale Jones
  - Bieg na 800 m – odpadł w eliminacjach
  - Bieg na 1500 m – odpadł w eliminacjach

- Oral Selkridge
  - Bieg na 400 m przez płotki – odpadł w eliminacjach

- St. Clair Soleyne, Howard Lindsay, Alfred Browne, Larry Millers
  - Sztafeta 4 × 100 m – odpadli w eliminacjach

- Howard Lindsay, Alfred Browne, Oral Selkridge, Larry Millers
  - Sztafeta 4 × 400 m – odpadli w eliminacjach

- James Browne
  - Skok w dal – 17. miejsce

Kobiety
- Jocelyn Joseph
  - Bieg na 100 m – odpadła w eliminacjach

- Barbara Selkridge
  - Bieg na 400 m – odpadła w eliminacjach

- Laverne Bryan
  - Bieg na 400 m – odpadła w eliminacjach
  - Bieg na 1500 m – odpadła w eliminacjach

## Żeglarstwo
Mężczyźni
- Eli Fuller
  - Windsurfing – 31. miejsce